# 페데리코 델 캄포

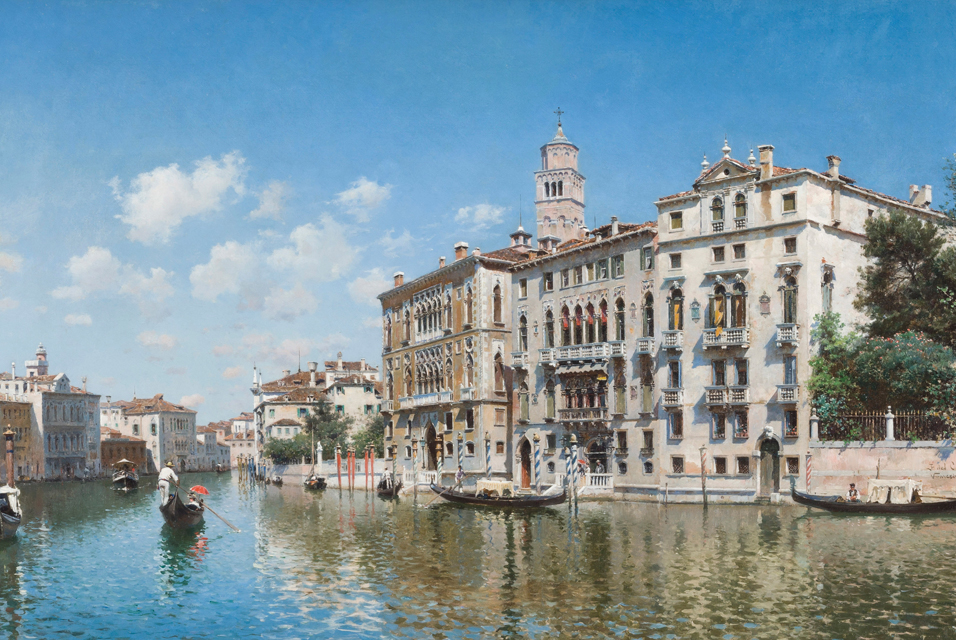
《팔라초 카발리프란게티》, 1890년

페데리코 델 캄포(Federico del Campo, 1837년~1923년)는 베니스에서 활동한 페루 출신의 화가로, 19세기 최고의 베두타 화가 중 한 명이다. 그의 풍경화 작품은 특히 영국인 관광객들로부터 큰 인기를 얻어서 그는 같은 풍경을 여러 번 그리기도 했다.

## 생애
델 캄포는 리마에서 태어나 어린 나이에 고향 페루를 떠났다. 그의 페루에서의 초기 습작에 대해서는 확실히 알려진 바가 없다. 그는 1865년경부터 마드리드의 산 페르난도 왕립미술아카데미에서 그림을 배웠다. 여기서 그는 역사화가인 로렌조 발레스(Lorenzo Valles)와 친분을 쌓았다.
이후 델 캄포는 이탈리아로 여행을 떠나 나폴리, 카프리, 로마, 아시시, 베니스 등지에서 그림을 그렸다. 그는 프랑스를 방문하는 동안 파리에서 새로운 예술적 발전을 연구했다. 1880년부터 그는 매년 프랑스 예술가 협회 살롱에 작품을 전시했다. 1880년에 그는 베니스에 정착했다.

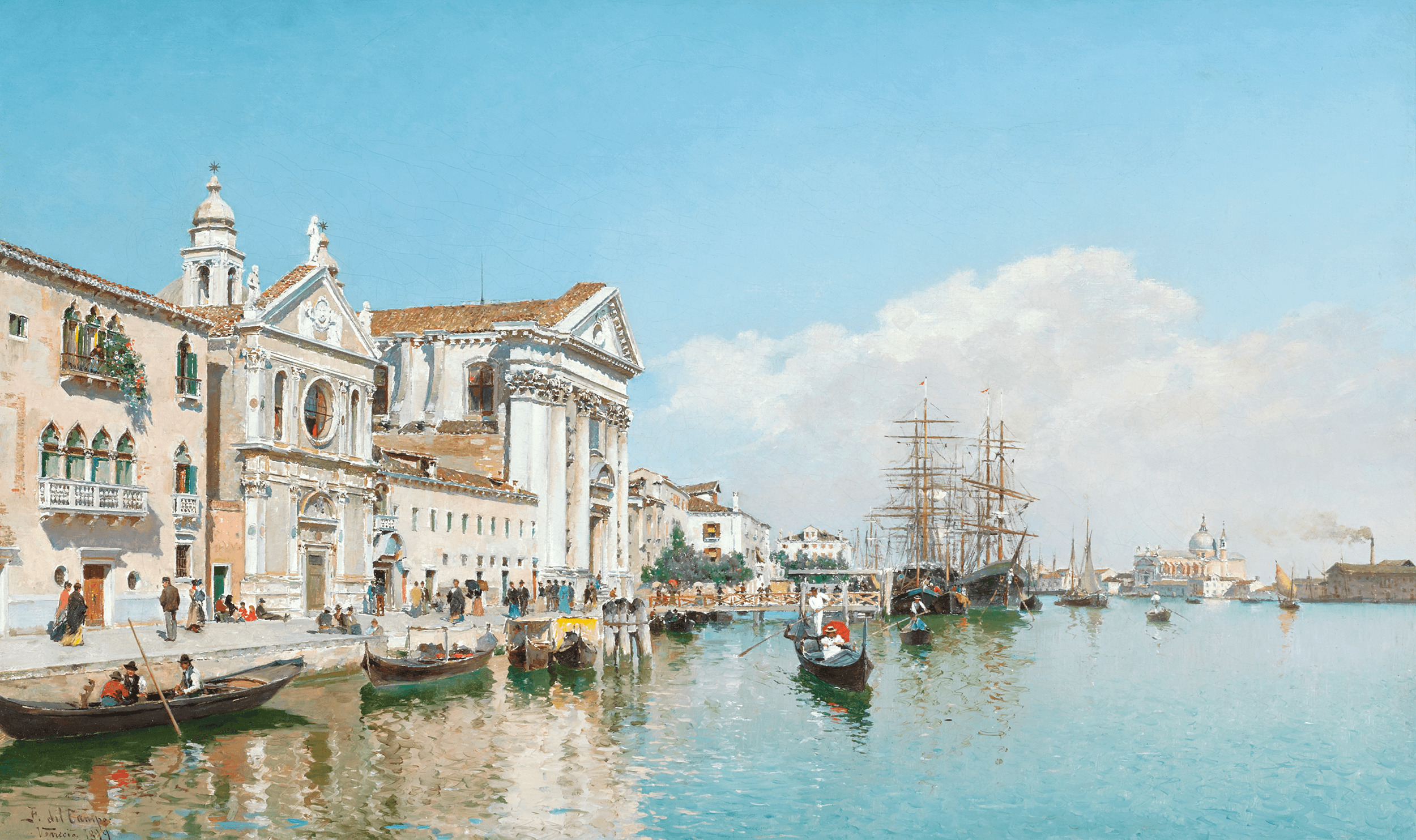
《베니스의 게수아티 성당》, 1899년

여기에는 이미 체코 출신의 안토니에타 브랜다이스와 스페인 화가 마르틴 리코, 마리아노 포르투니 및 라파엘 세넷 등 이주 예술가들의 커뮤니티가 형성되어 있었다. 그는 마르틴 리코와 좋은 친구가 되었다. 베네치아를 방문하는 사람들이 늘고 베네치아를 풍경으로 한 풍경화가 큰 인기를 끌게 되면서 종종 이 두 화가는 베네치아 풍경을 함께 그리기도 하며 풍경화의 큰 인기에 호응했다. 델 캄포의 작품에 대한 수요가 너무 커지자 그는 그림을 여러 번 그려야만 했다.
특히 영국인 관광객들은 델 캄포의 베니스 베두타에 매료되었다. 이러한 인기로 그는 1893년 영국 런던으로 이주하여 귀족과 성공한 상인들을 대상으로 그림을 그리기 시작했다. 그는 1893년 시카고 세계 컬럼비아 박람회 기간 동안 미술상인 아서 투스(Arthur Tooth)의 도움을 받아 그의 작품에 대한 특별 전시회를 열었다. 이러한 성공 덕분에 델 캄포는 편안한 여생을 보냈을 것으로 보인다. 그의 마지막 20년간에 대해서는 알려진 바가 거의 없지만 1923년 런던에서 사망했을 것으로 추측된다.

## 작업
델 캄포는 주로 베니스, 대운하, 도제의 궁전, 산마르코 대성당의 풍경을 그렸다. 그의 그림은 수정처럼 맑은 분위기를 특징으로 하며, 눈부시고 밝은 푸른 바다와 하늘을 배경으로 베니스의 건물들을 묘사했다. 특히 바다에 일렁이며 비친 건물들과 반짝이는 윤슬을 사실적으로 묘사한 것이 인상적이다. 과 그는 또한 밝은 팔레트와 짧고 세밀한 붓놀림, 섬세한 유약을 사용하며 그림 표면에 반짝이고 빛나는 효과를 줄 수 있었다.

## 작품

### 카프리섬

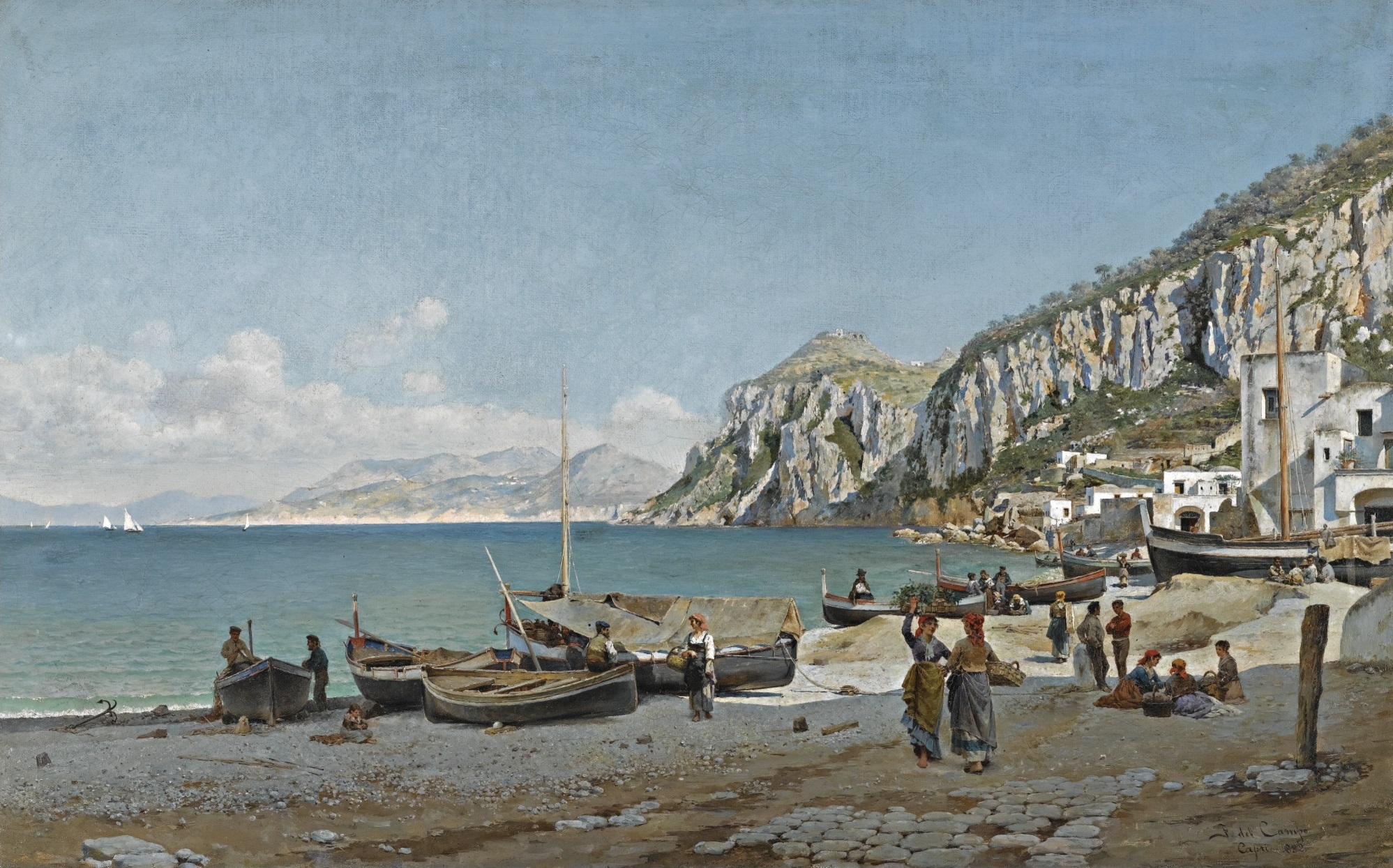
《카프리섬의 풍경》, 1882년작
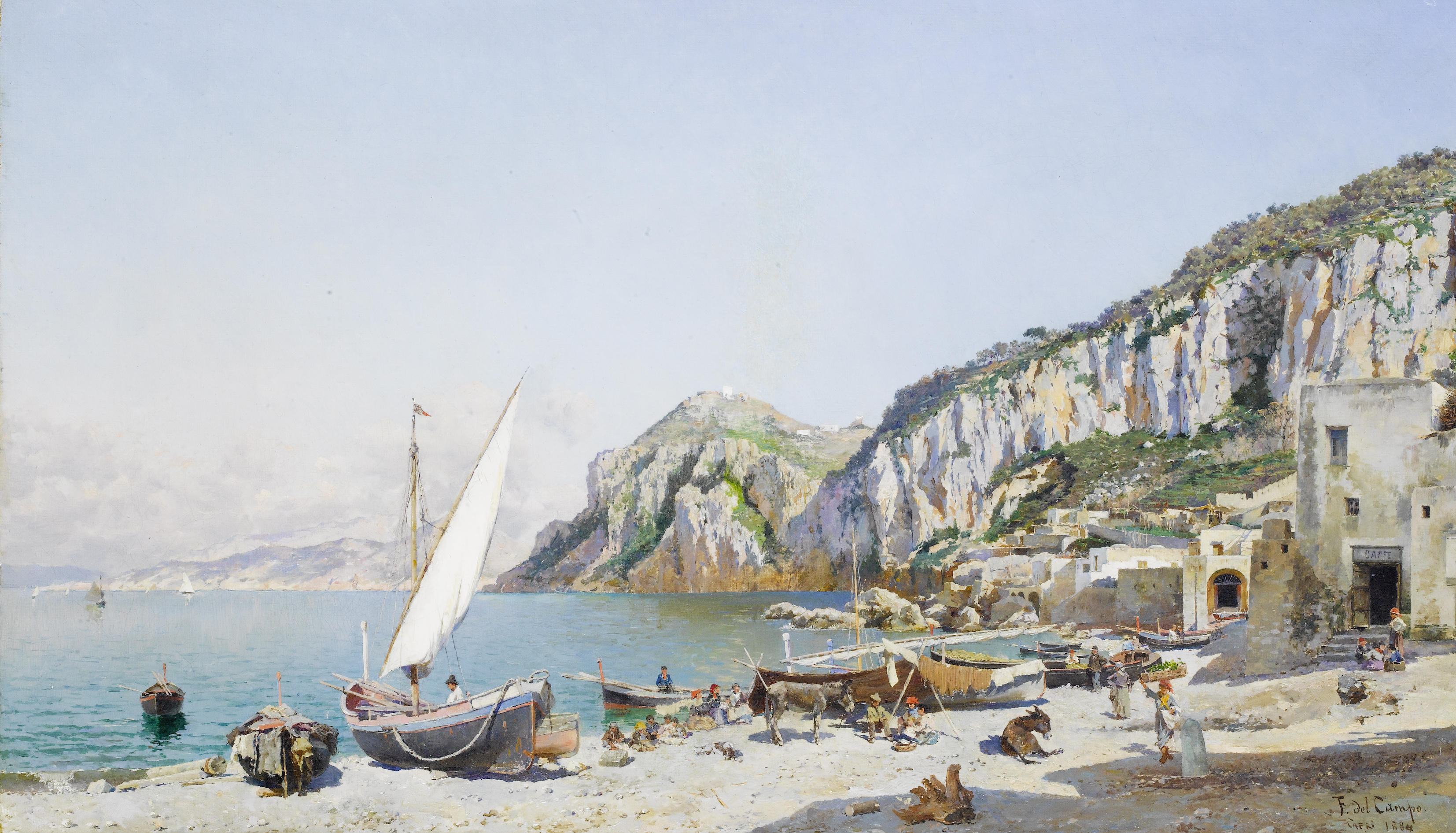
《카프리 해변》, 1884년
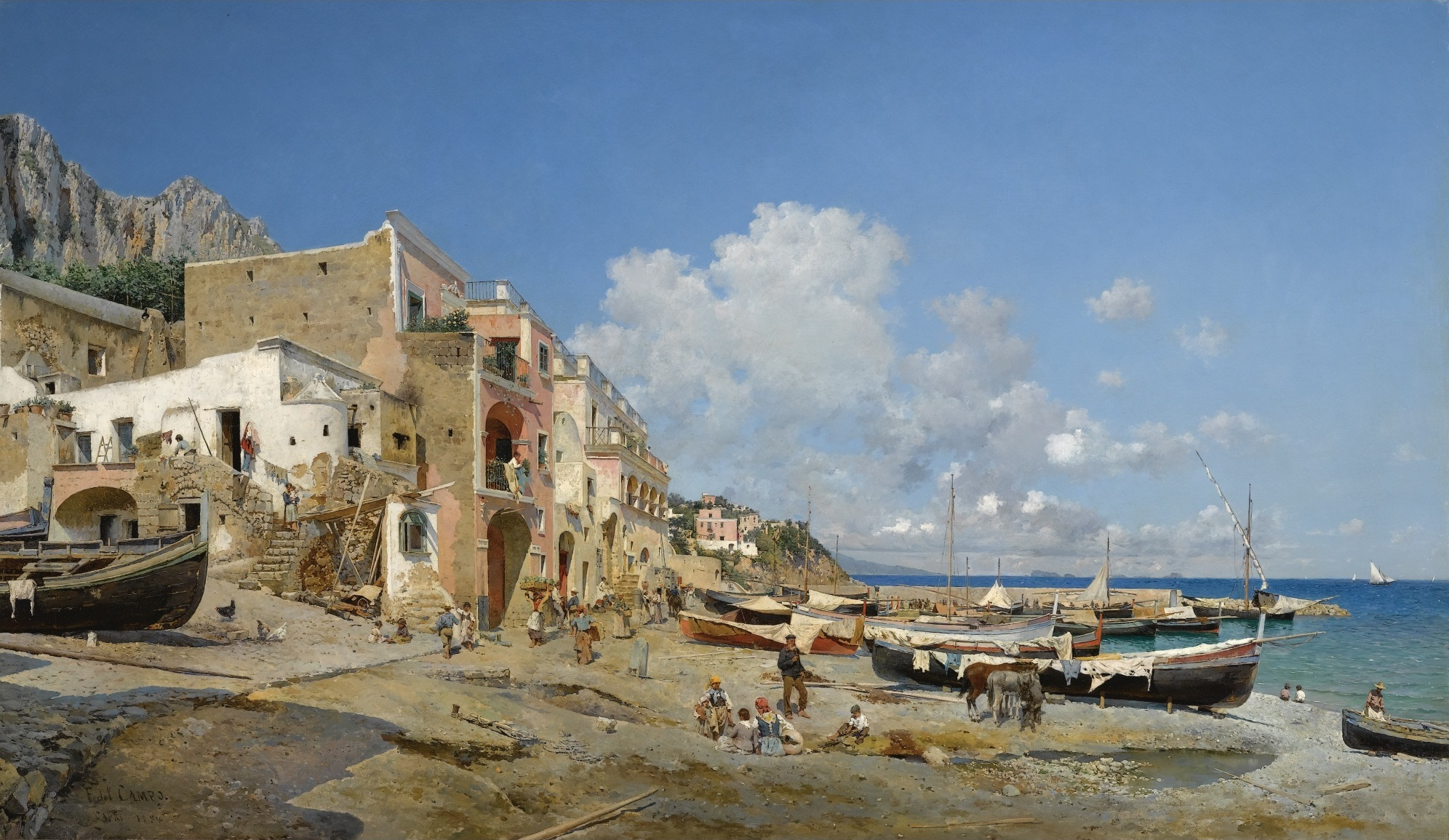
《카프리섬의 풍경》, 1884년
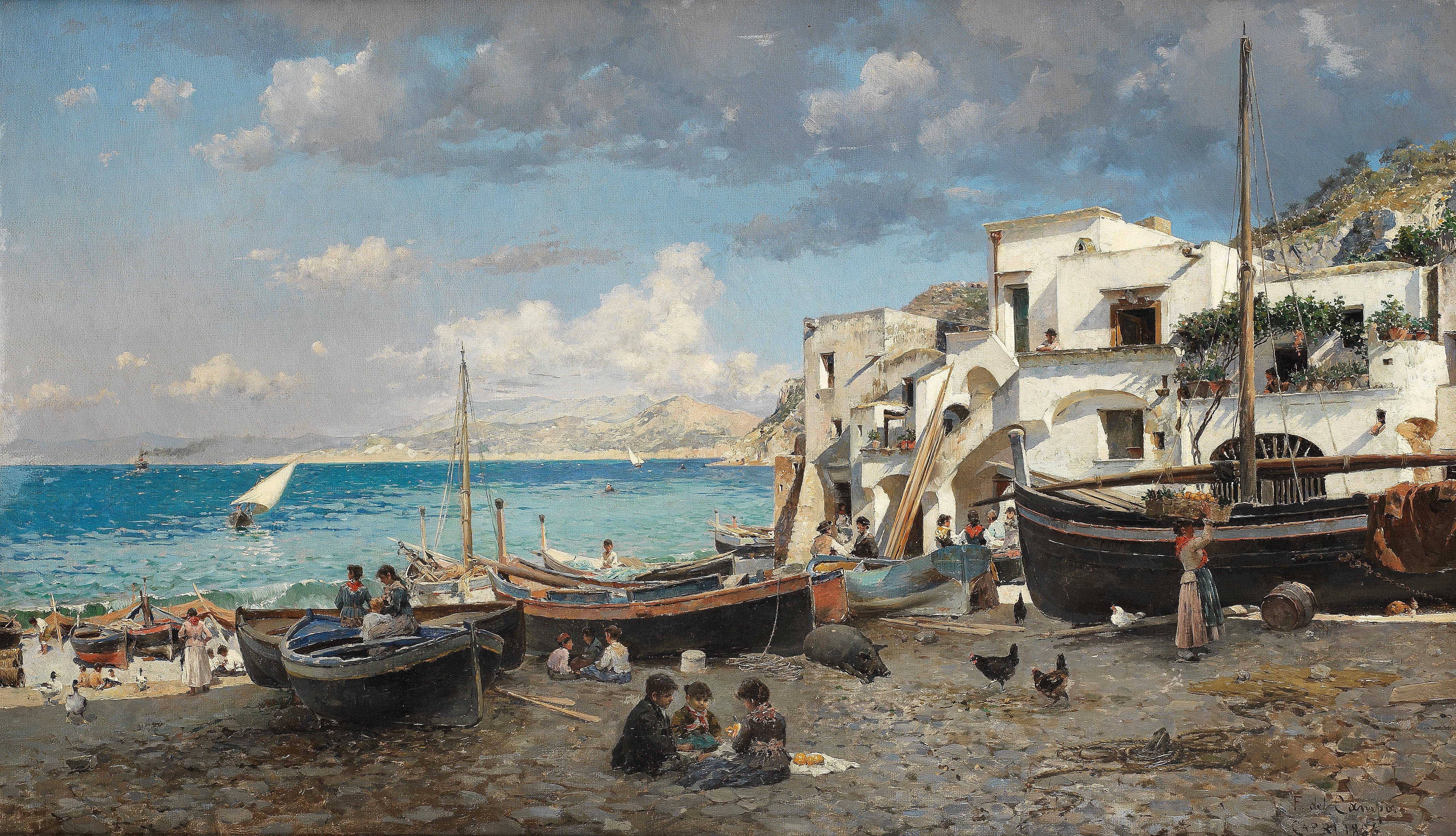
《카프리섬의 풍경》, 1886년작
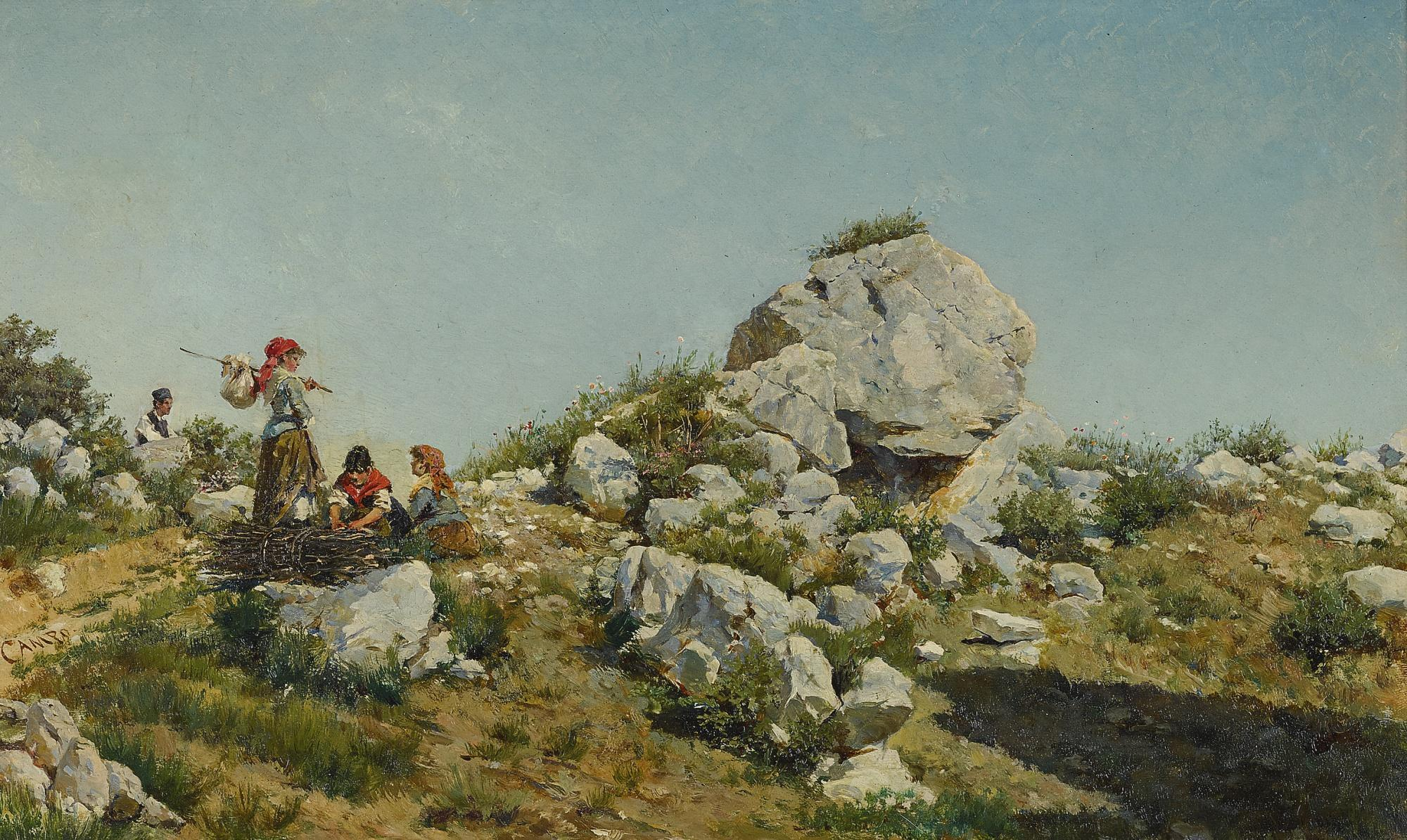
《카프리섬의 풍경》
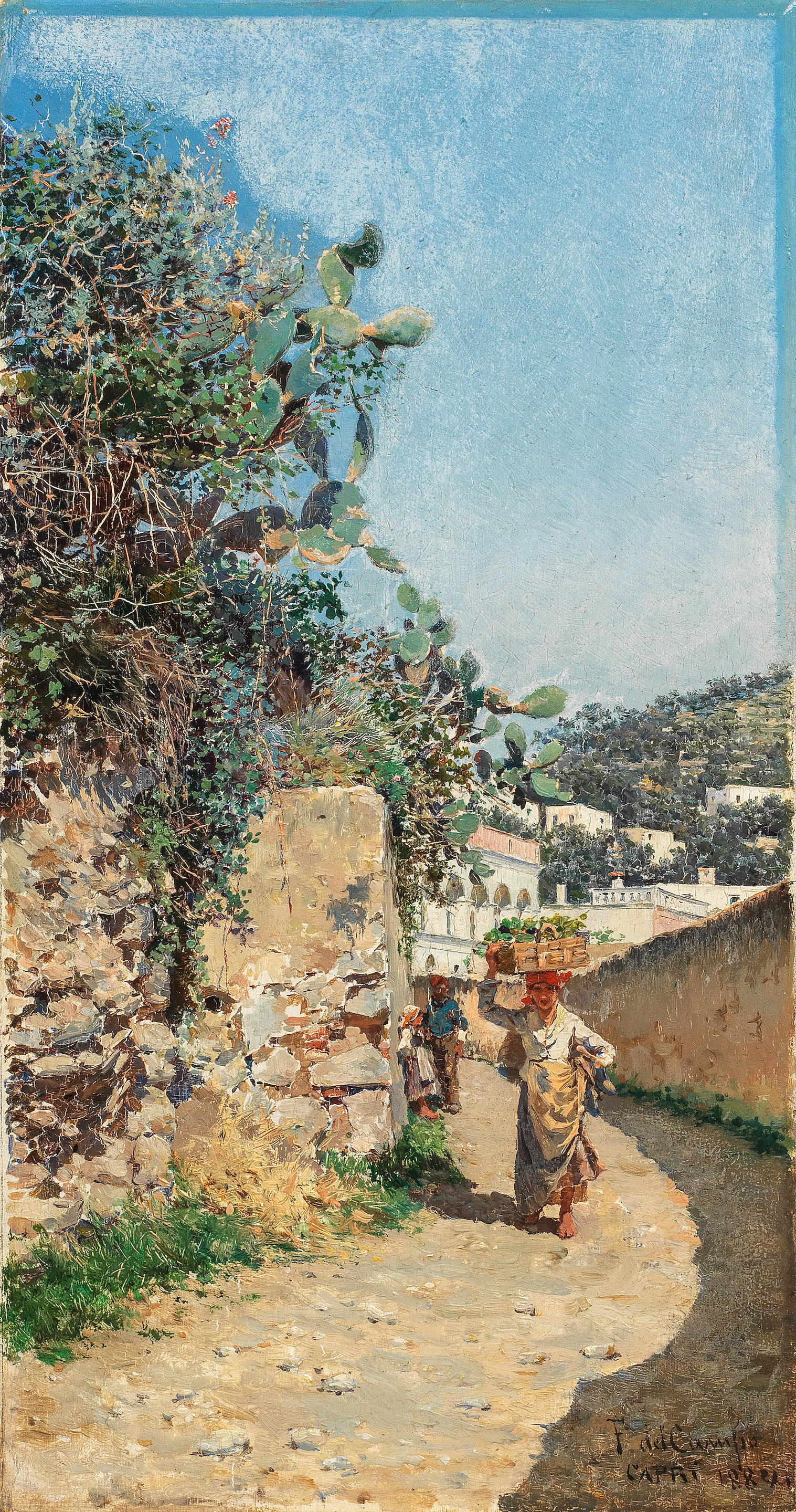
《카프리섬의 풍경》, 1884년

### 베네치아

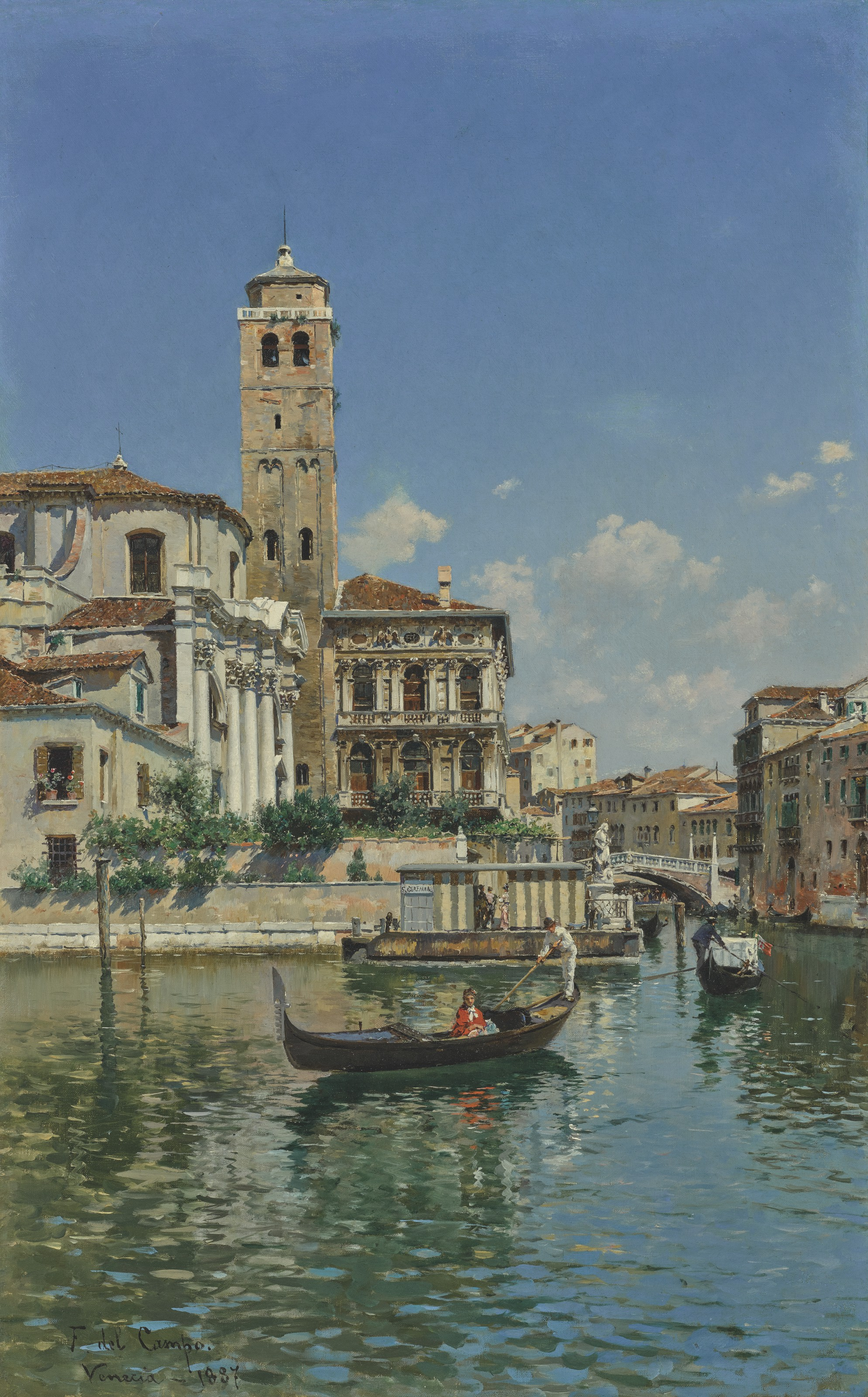
《팔라초 라비아》
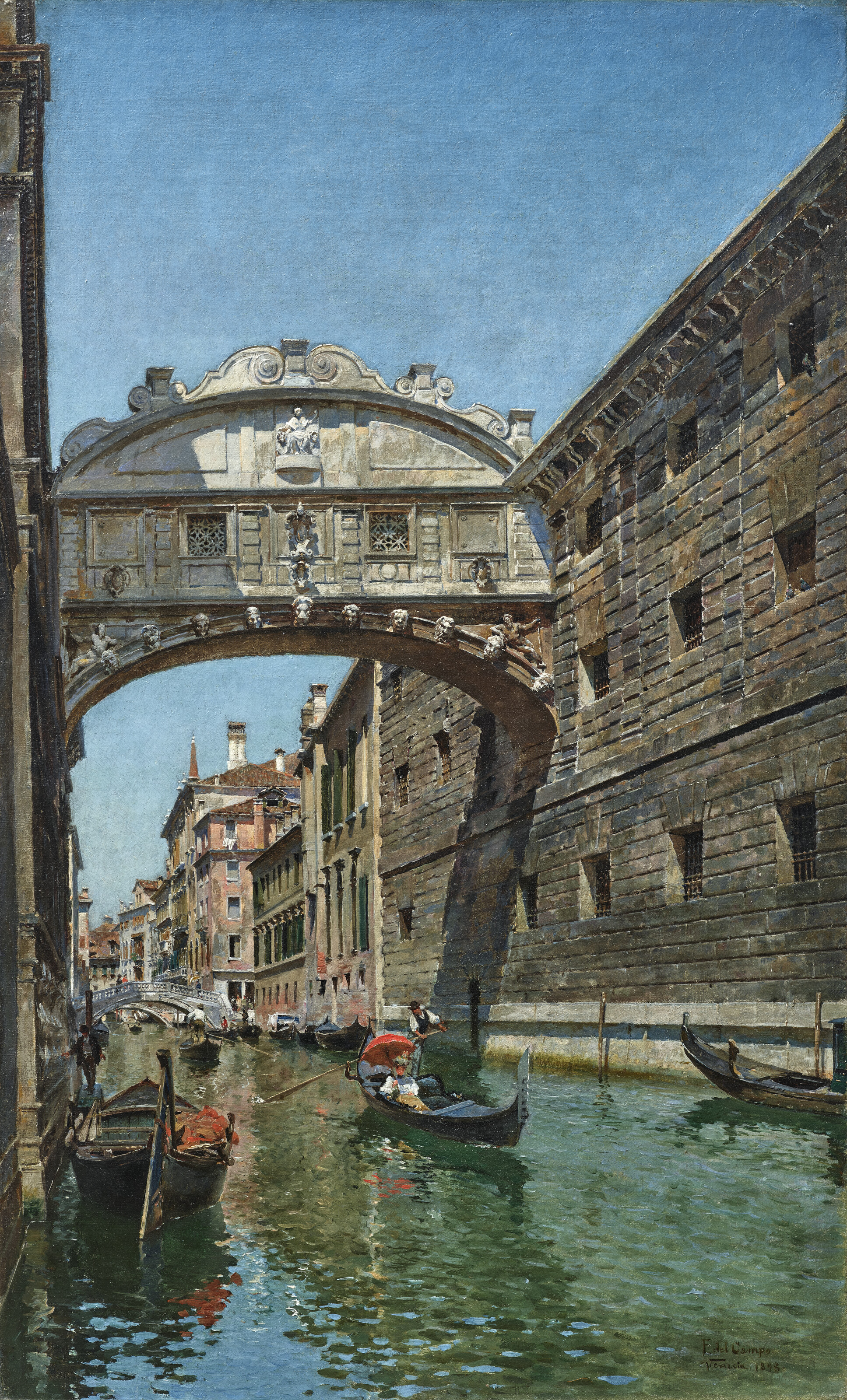
《탄식의 다리》
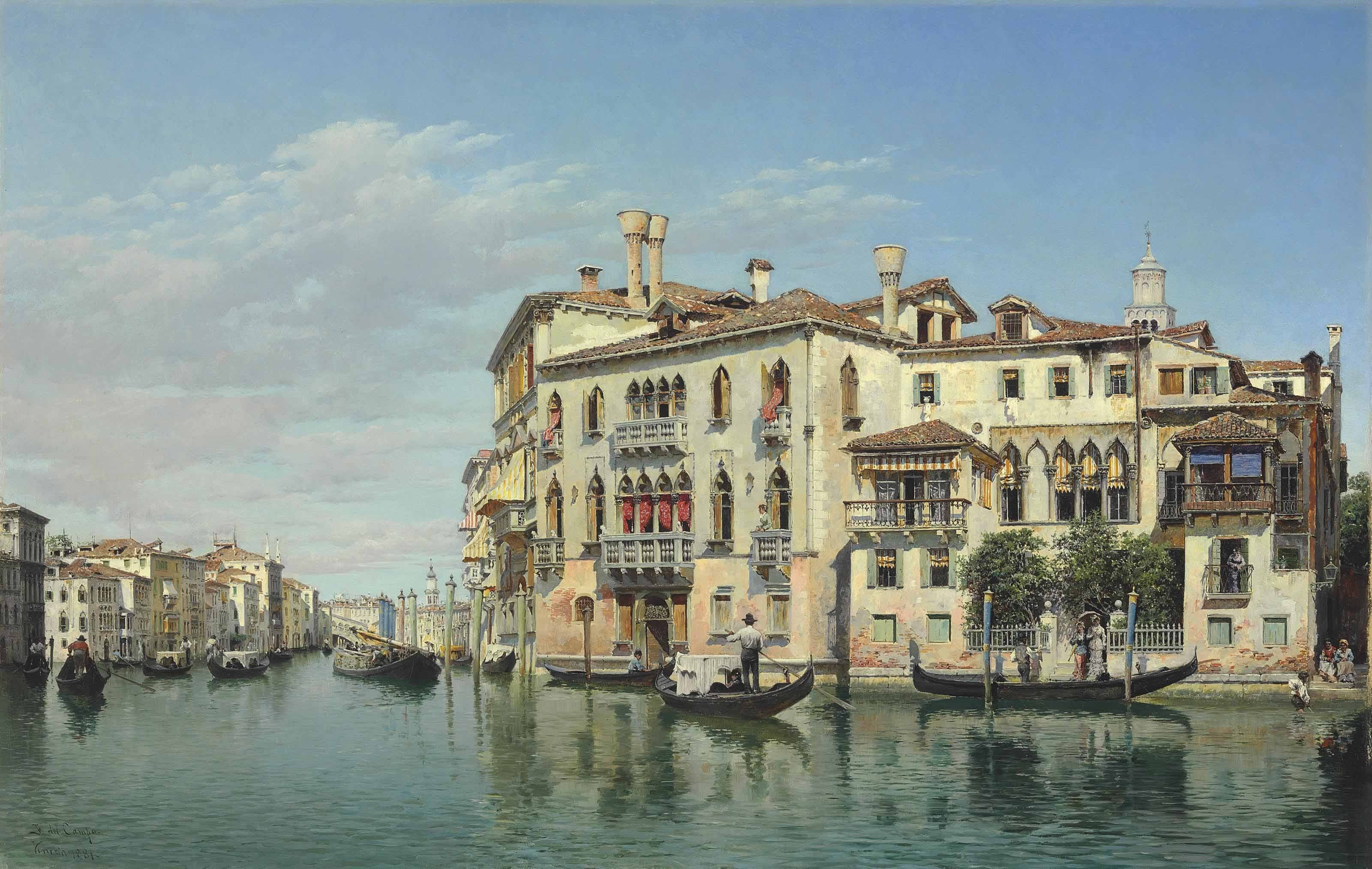
《카날 그란데》, 1881년
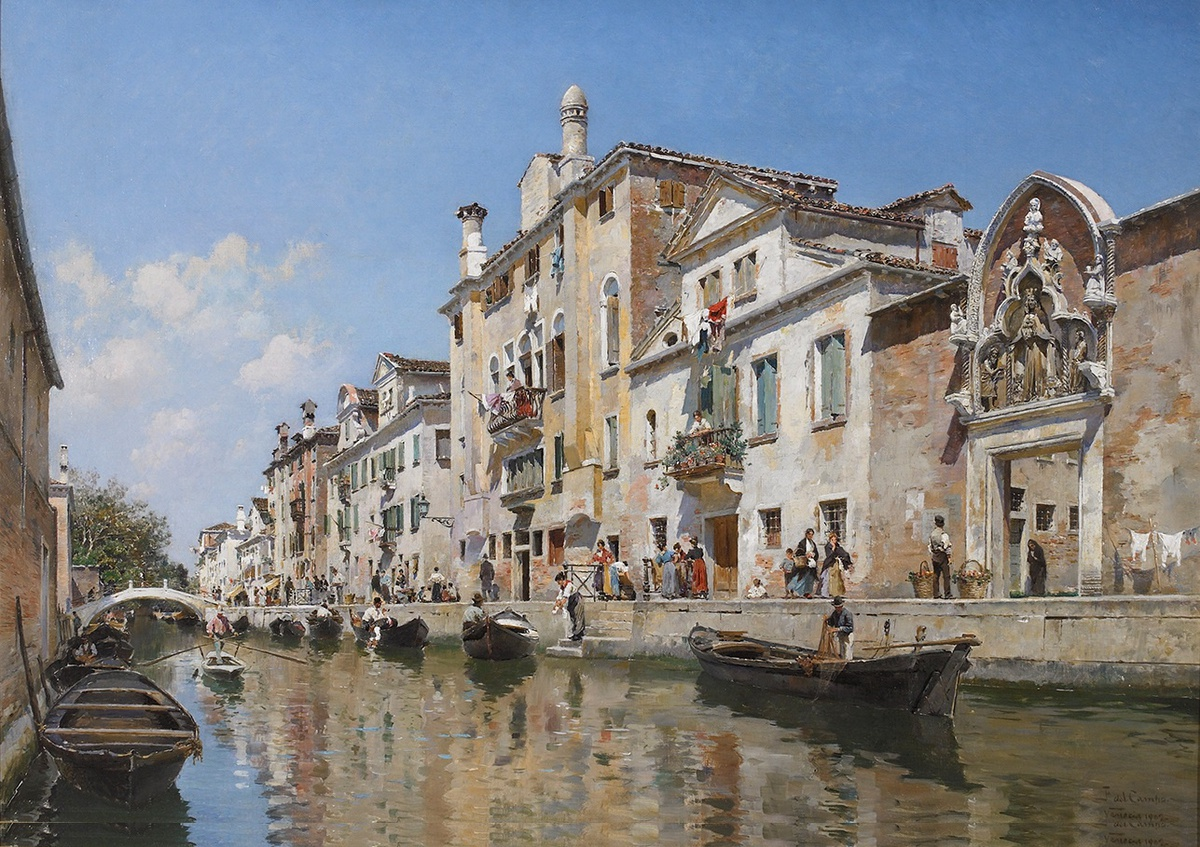
《베니스의 운하》, 1902년
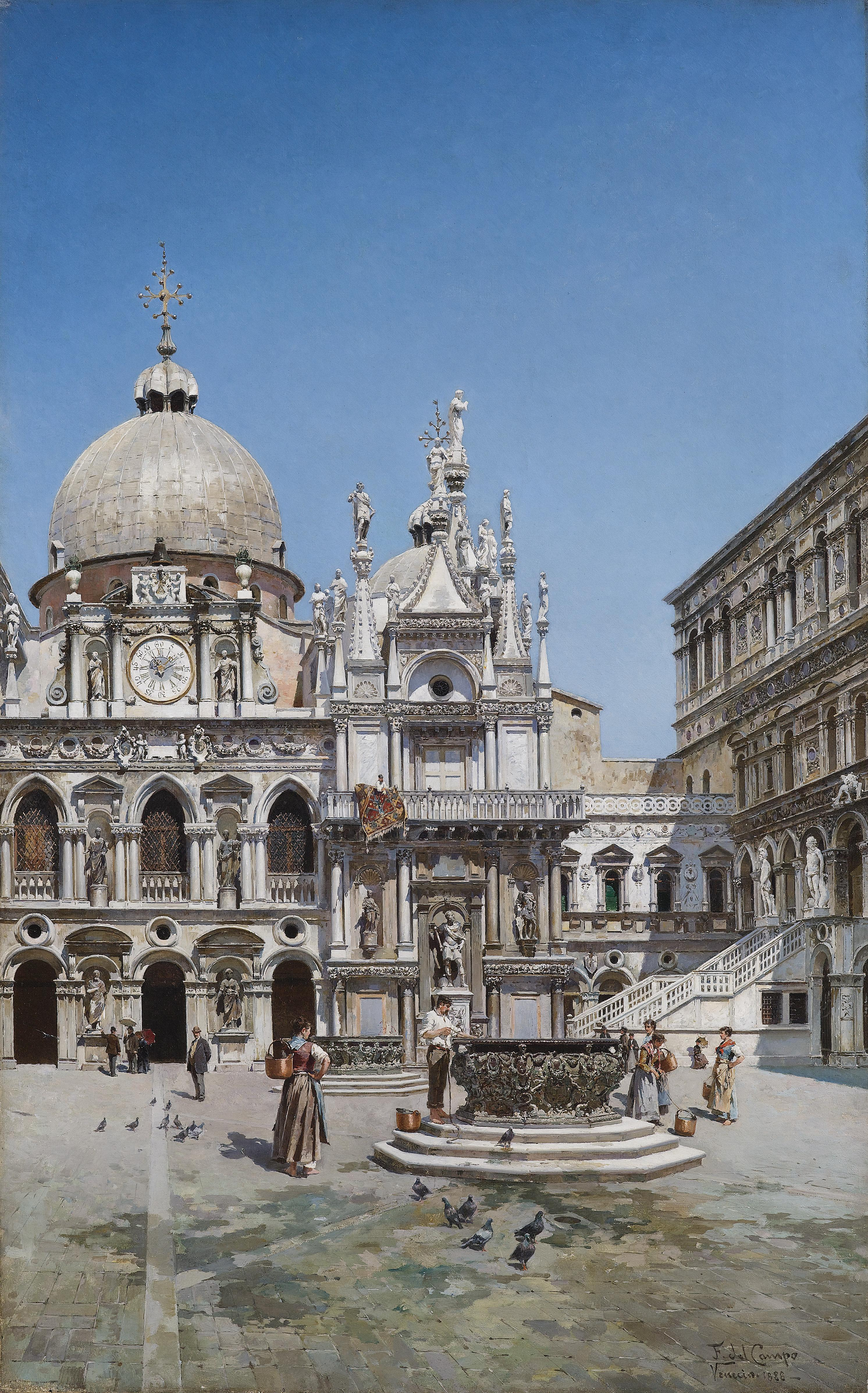
《베니스의 두칼레 궁전》, 1888년
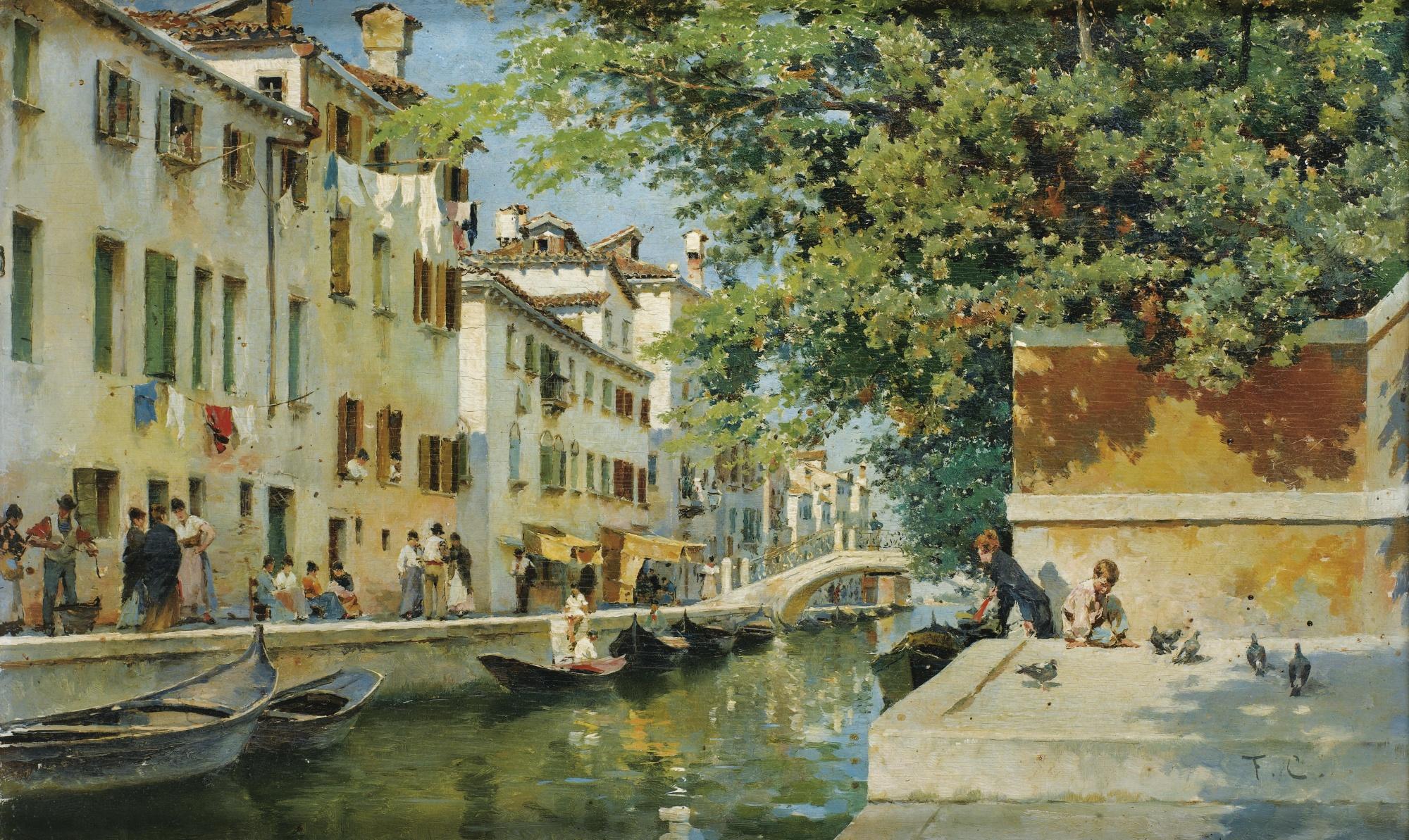
《베니스의 운하》
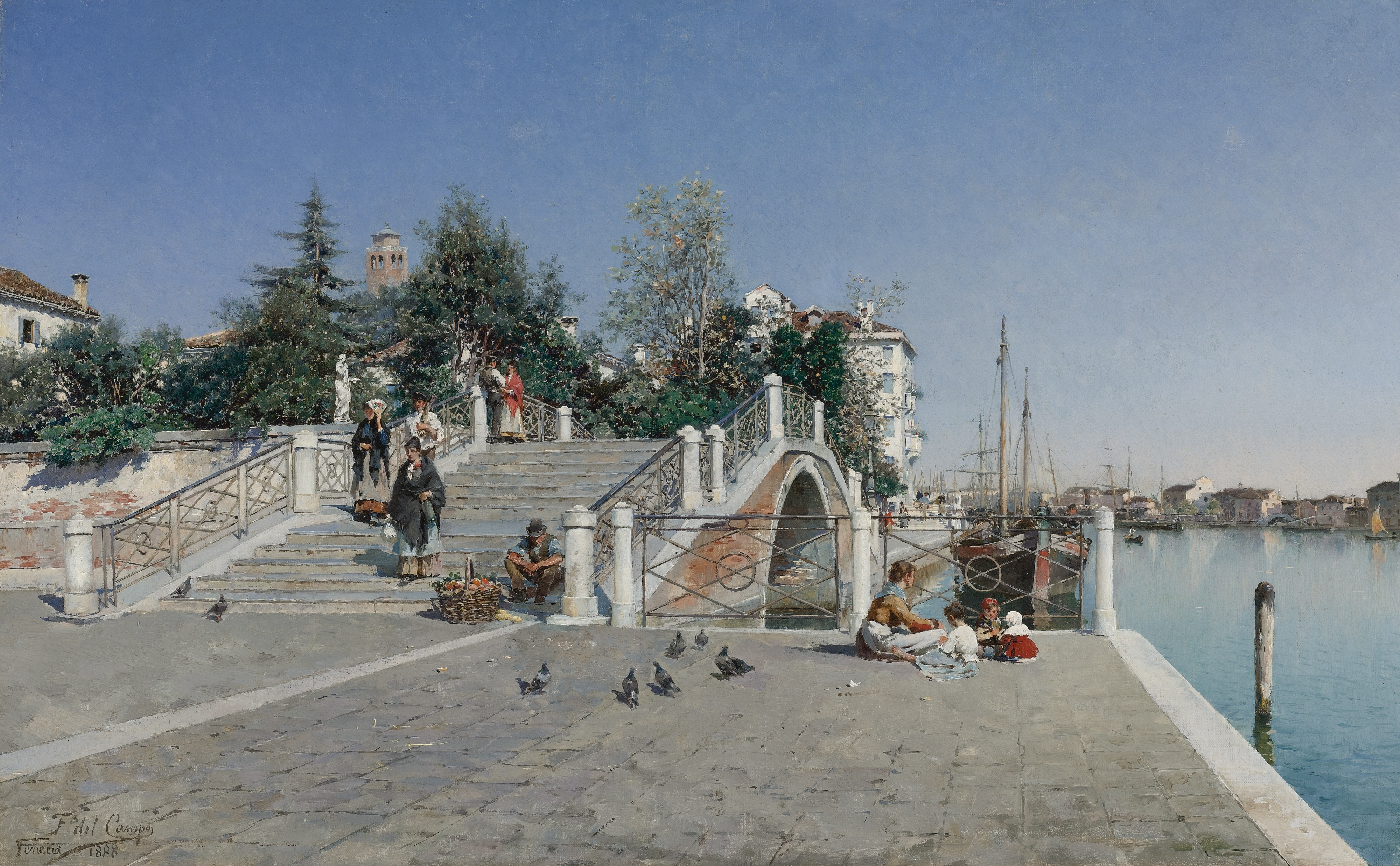
Ponte Della Calcina, 1888년
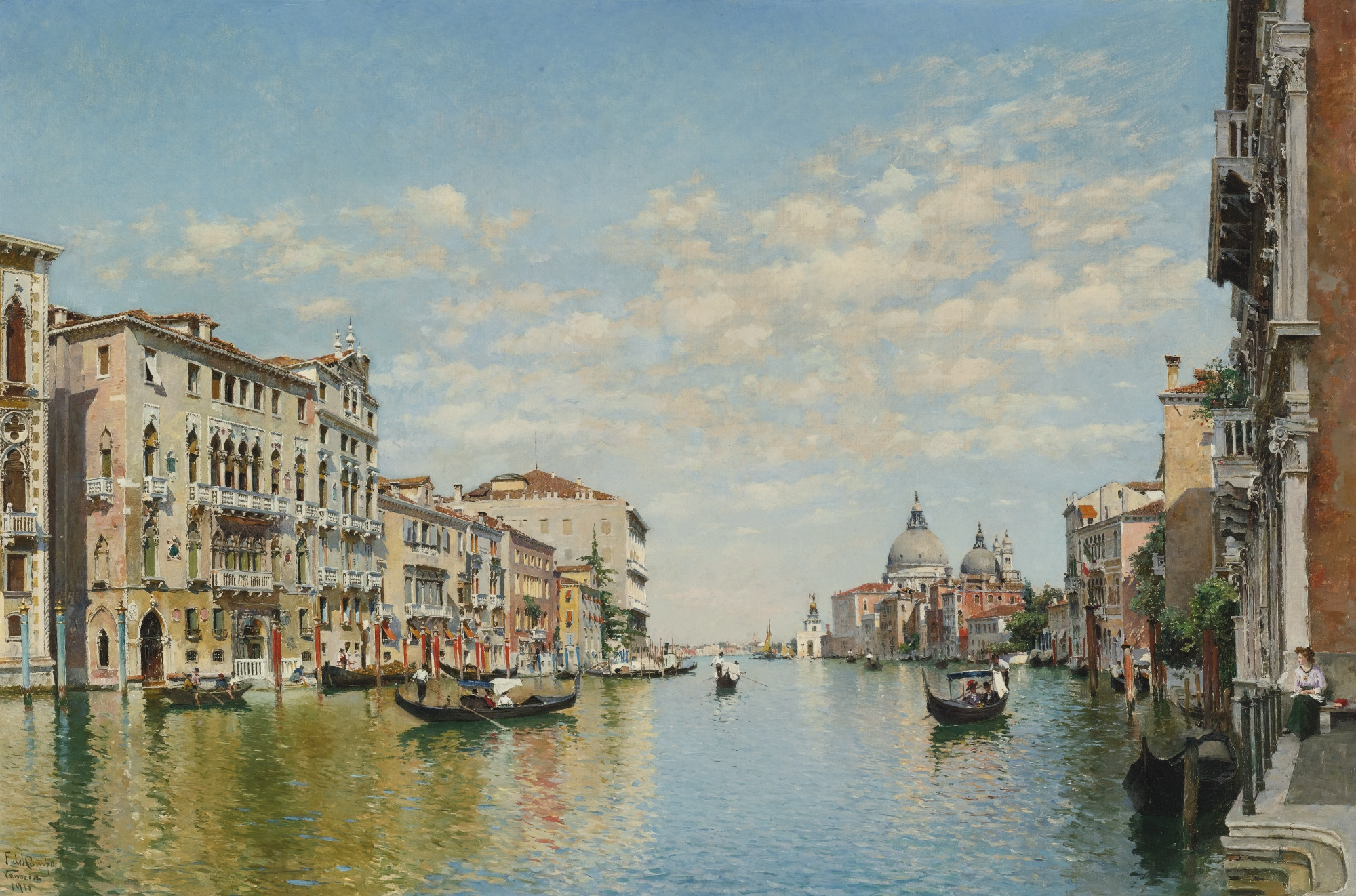
《카날 그란데의 곤돌라》, 1911년
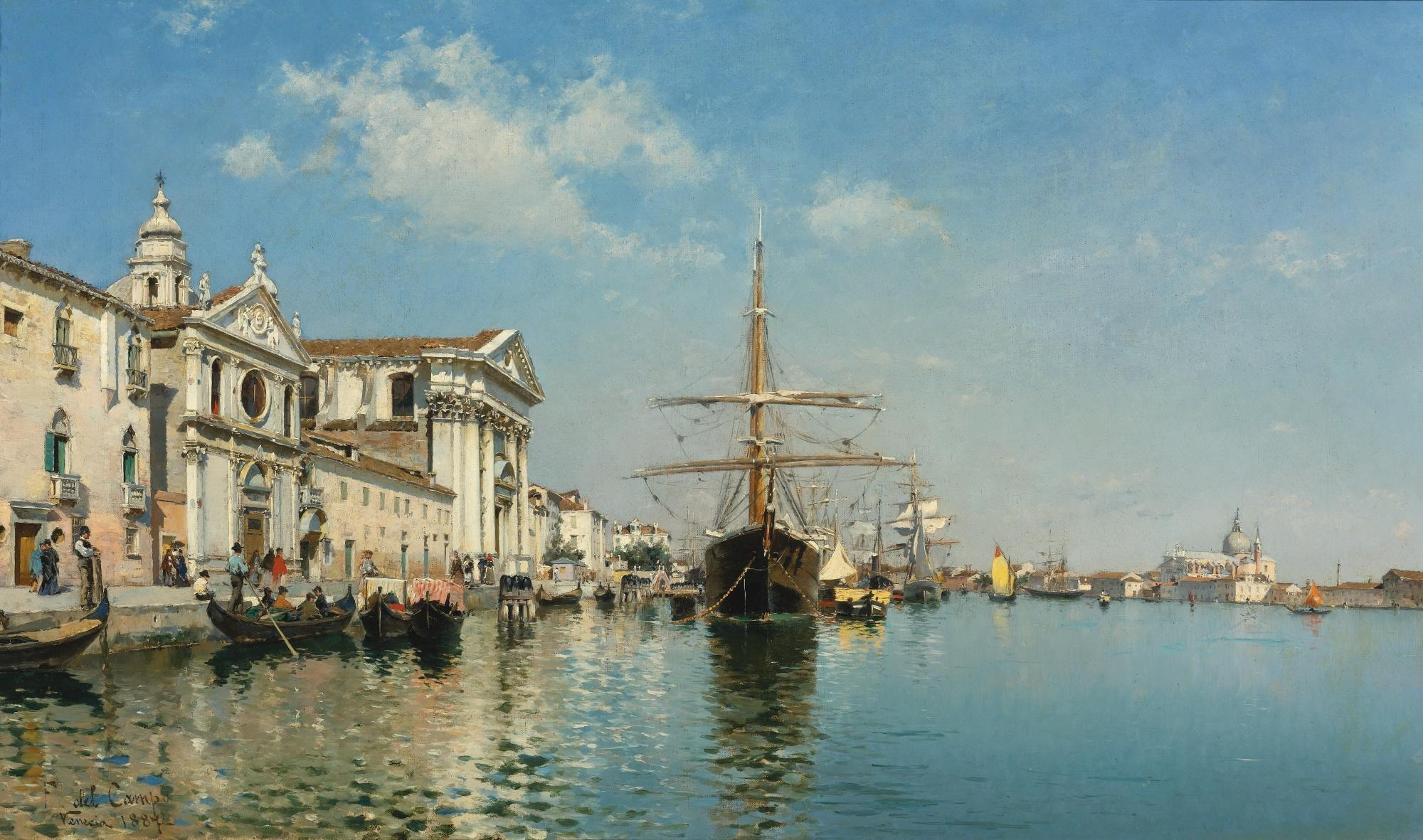
La Chiesa Gesuati from the Canale della Giudecca, Venice, 1887년
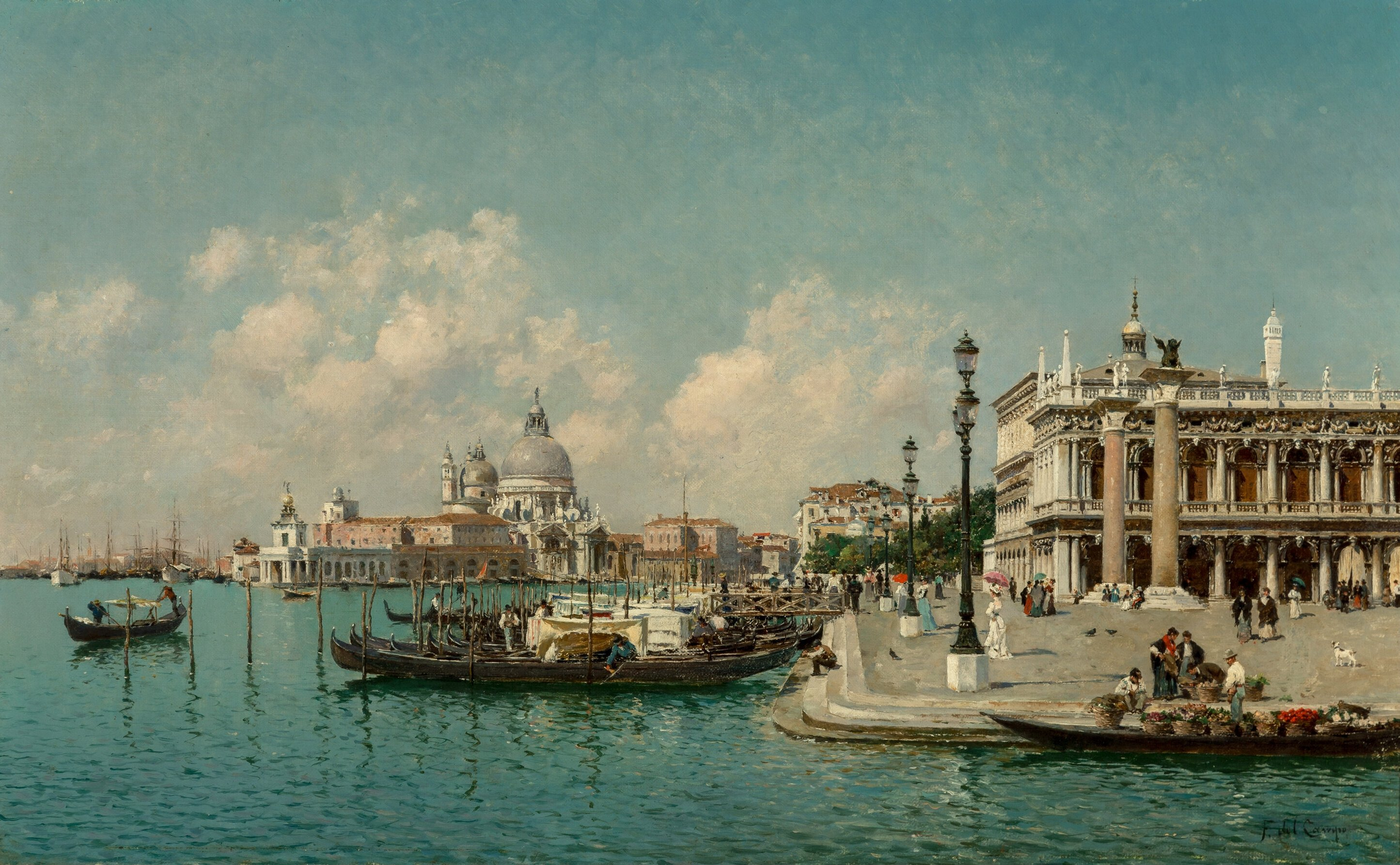
《산타 마리아 델라 살루테 성당이 보이는 풍경》